# Kuraszków (Baja Silesia)
Kuraszków [pronunciación en polaco: /kuˈraʂkuf/] es un pueblo en el distrito administrativo de Gmina Oborniki Śląskie, dentro del distrito de Trzebnica, voivodato de Baja Silesia, en el sudoeste de Polonia. Se encuentra aproximadamente 3 kilómetros al noreste de Oborniki Śląskie, 10 kilómetros al oeste de Trzebnica, y 23 kilómetros al norte de la capital regional Breslavia.
Hasta 1945 era parte de Alemania.